# Exospore
Als Exospore oder Ektospore bezeichnet man eine spezielle Form der Sporen, einem Mittel zur Vermehrung von Bakterien oder Pilzen. Sie entstehen durch terminale Abschnürung von Tochterzellen (Knospung) und besitzen im Gegensatz zu Endosporen keine Sporenhülle. Handelt es sich um dickwandige, kugelförmige Gebilde, die aus der langgestreckten, vegetativen Bakterienzelle entstehen, so spricht man von Cysten. Sowohl Exosporen wie Cysten sind Dauerformen bei einzelnen Bakterienarten.
Durch ihren fast vollständig eingestellten Metabolismus und ihren geringen Wasseranteil sind die Exosporen gegenüber Austrocknung, Hitze, Strahlung und chemischen Stress widerstandsfähiger als die vegetative Zelle. Auf Cysten trifft dies nur bedingt zu, da sie nicht hitzeresistent sind.
Ein Exosporen-Bildner ist zum Beispiel die Methan-verwertende Bakteriengattung Methylosinus, während Cysten bei den Bakteriengattungen Azotobacter und Methylocystis vorkommen können.